# 柯元伯
柯元伯（？—17世紀），字康侯，號躬符，福建漳州府龍巖縣人，明朝政治人物。

## 生平
天啓四年（1624年）甲子科福建鄉試舉人，崇禎四年（1631年）成進士，户部观政，獲授東陽知縣，因有德政獲建祠祭祀。之後于崇祯十年行取考选，十一年陞為戶部河南司主事，處理收支有條理，召對稱旨而擢任河南道監察御史，巡按陝西茶馬。當時陝西遭流寇蹂躪，商人失去資引，柯元伯設法疏通，剔除數十年累積的馬政茶法弊政；轉為汝輝道兵備副使，在任內去世，祀鄉賢祠。

## 引用
1. ↑  《崇祯四年辛未科三百五十名进士履历》：柯元伯，躬符，書四房，辛丑八月十七日生。龍岩人，甲子五十二，会五十三，三甲八十一名。户部政，授東陽知县，丁丑行取，戊寅考选，授户部河南司主事，戊寅欽选河南道御史，巡视陕西茶马、巡按。曾祖騰。祖渊选，百举辛酉。父闰。
2. 1 2  光緒《龍巖州志·卷十二·人物志上》：柯元伯，字康侯，龍巖人，崇禎進士。知東陽縣，有善政，邑人稱曰：「一心如水，百度觀改觀，建祠尸祝焉。」考最陞戶部主事，署雲南司，度支有條，召對稱旨，擢河南道御史，巡按陝西茶馬。時秦中流寇蹂躪，商人失資引，元伯病之，設法疏通，使三省軍民數十年積窳，馬政茶法一一剔清。轉汝輝道兵備副使，卒於官，祀鄉賢祠。
3. ↑  光緒《龍巖州志·卷十一·選舉志》：（天啟）四年甲子（舉人） 程祥魯榜 柯元伯 龍巖人，辛未進士。